# Rozendaal
Rozendaal – miasto i gmina w prowincji Geldria w Holandii. Miasto liczy 1 507 mieszkańców (spis z 1 marca 2013) i ma powierzchnię 27,95 km² (z czego 0,03 km² stanowią wody). Gmina Rozendaal jest częścią aglomeracji Arnhem-Nijmegen.
Rozendaal jest jedną z najmniejszych gmin pod względem ludności w Holandii. Tylko Vlieland i Schiermonnikoog mają mniej mieszkańców.

## Skład gminy
Oprócz Rozendaal w skład gminy o tej samej nazwie wchodzą dwie wioski:
- Imbosch
- Terlet

## Ludność
Rozendaal liczy 1 507 mieszkańców, a gęstość zaludnienia wynosi 54 osób na km².

## Zabytki
- Zamek (nl. Kasteel Rosendael) – rezydencja hrabiów i książąt Geldrii, wzmiankowany po raz pierwszy w 1314, od 1516 kolejno własność rodzin van Dörth, Van Arnhem, Torck i Pallandt. Od 1977 w posiadaniu fundacji Stichting Vrienden der Geldersche Kasteelen[2]. Odrestaurowany w latach 80. i udostępniony dla zwiedzających w 1990[3][4]. Zamek otacza park zaprojektowany przez Daniela Marot w XVII wieku w stylu francuskim i zmodernizowany w 1837 w stylu angielskim wg projektu Jana Davida Zochera jr.[4]

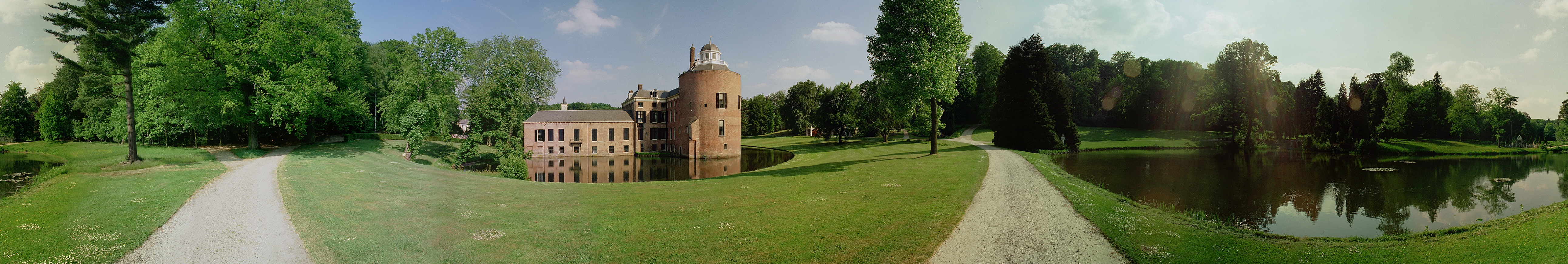
360° panorama zamku

- Kapelleberg